# Josep-Víctor Solà i Andreu

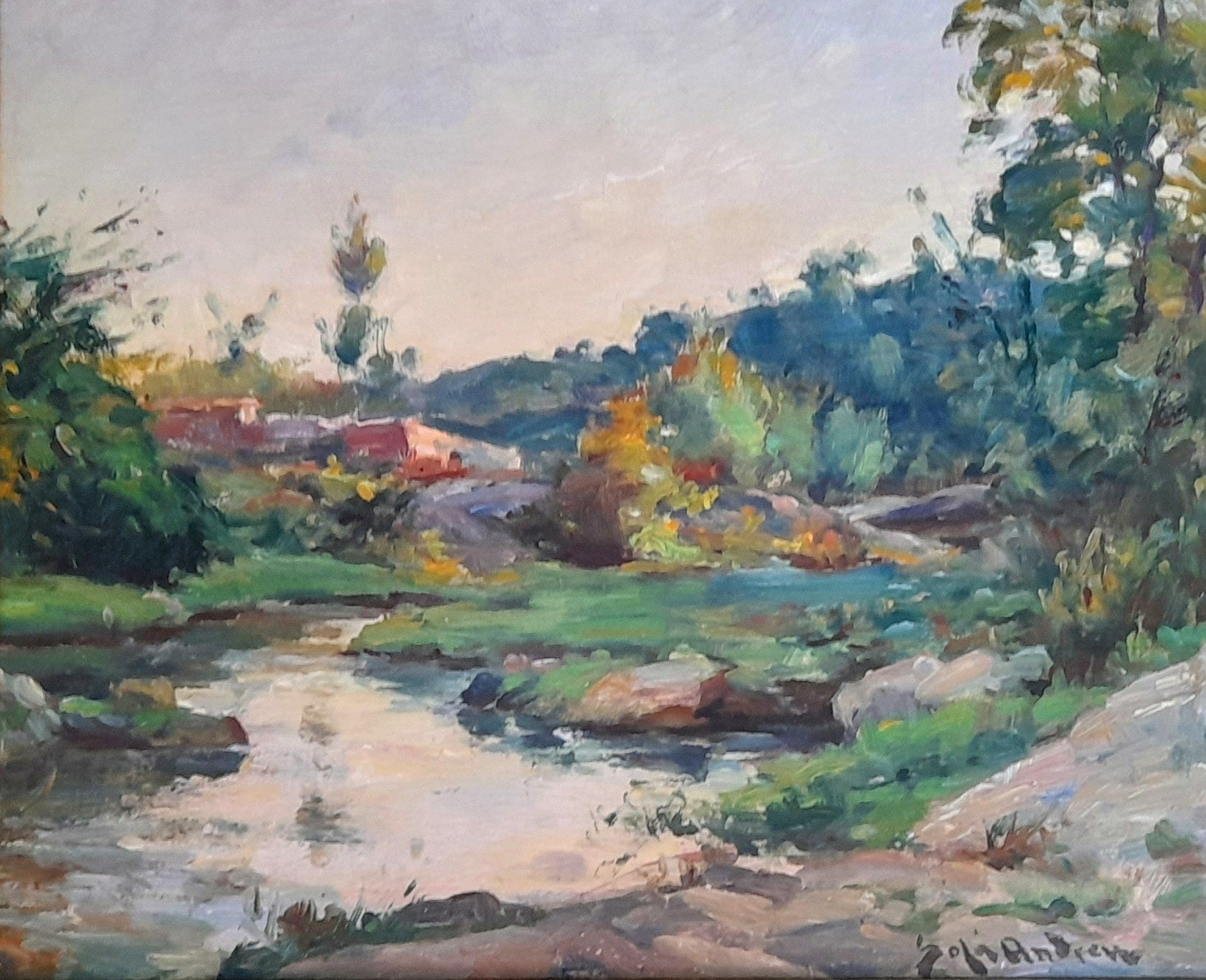
Paisatge a l'oli del pintor català postmodernista Josep Víctor Solà Andreu

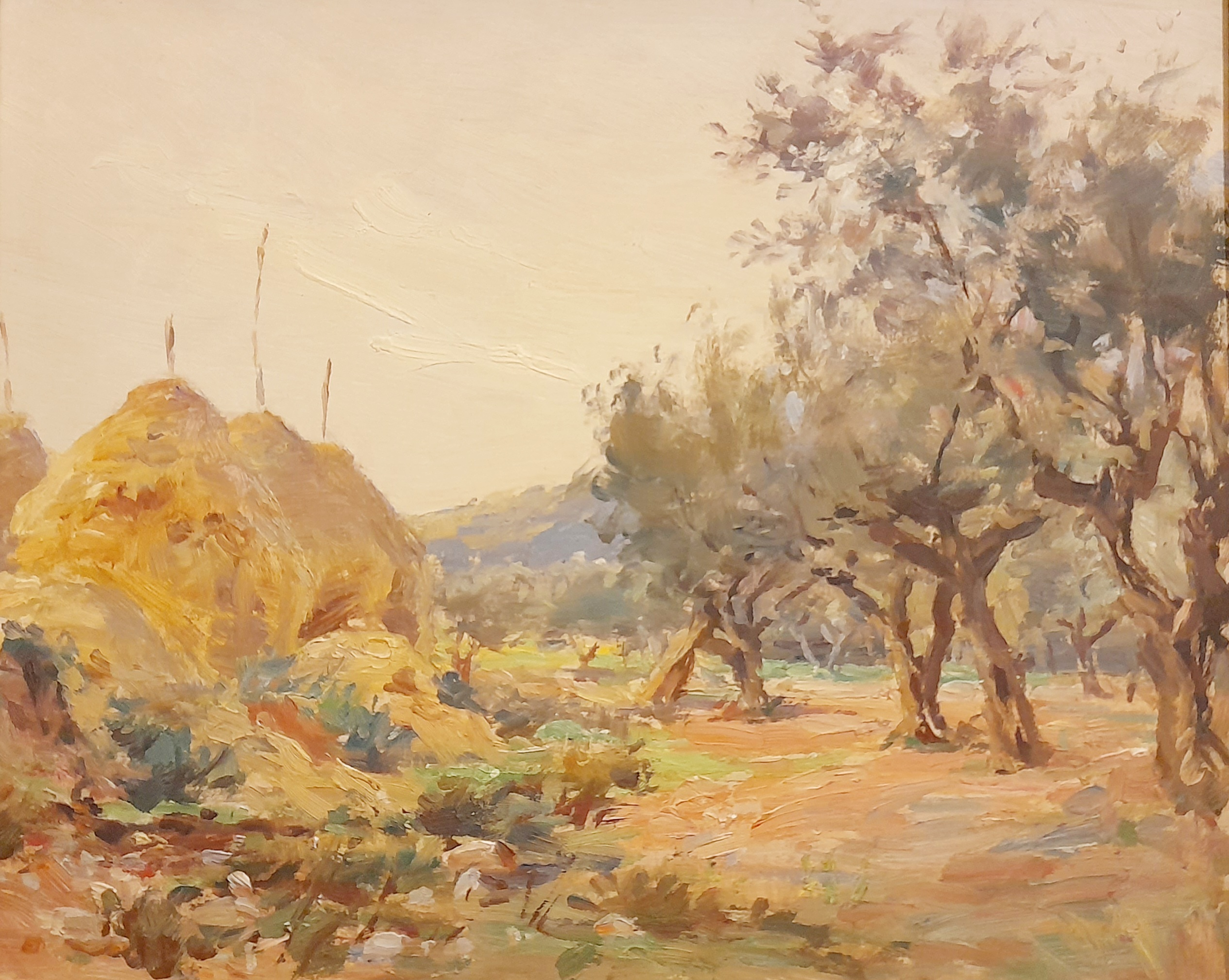
Paisatge amb pallers i oliveres del pintor Josep Víctor Solà Andreu

Josep-Víctor Solà i Andreu (Barcelona, 12 de setembre de 1878 - 1960) fou un pintor català de la generació postmodernista conegut amb el nom de Solà Andreu, forma amb què signava les seves obres.

## Biografia
Nascut a Barcelona el 1878, fou deixeble del pintor Francesc Miralles i alumne de Pere Borrell del Caso a l'Acadèmia Borrell. El 1896 i el 1898 participà a l'Exposició de Belles Arts de Barcelona, però no es dedicà plenament a la pintura fins als anys trenta del segle xx, quan participà en quatre edicions de l'Exposició de Primavera del Saló de Montjuic (1933-36). Posteriorment va fer diverses exposicions individuals a les Galeries Laietanes, Syra, Faianç Català, Argos, Franquesa, Sala Busquets i La Pinacoteca de Barcelona.
Juntament amb Marià Pidelaserra, Pere Ysern i Alié, Gaietà Cornet, Emili Fontbona, Xavier Nogués i el germans Ramon i Juli Borrell i Pla, entre d'altres, fou membre del grup artístic El Rovell de l'Ou, anomenat així perquè a finals del segle XIX es reunia a la taverna del carrer Hospital de Barcelona que duia aquest nom. També fou membre de l'equip editorial de la revista artística Il Tiberio (1896-98), impulsada pels membres del mateix grup. El 19 de març de 1898 aquesta revista li dedicà un número extraordinari.
Ubicat en la generació postmodernista, Solà Andreu va pintar, principalment, paisatges catalans, retrats i natures mortes, amb un estil a cavall entre el realisme i l'impressionisme figuratiu. També es va dedicar a la il·lustració de llibres.

## Crítica
La crítica de l'època va destacar la destresa i delicadesa de Solà Andreu, especialment en els paisatges i el retrat. Així, el crític d'art Rafel Benet, a les pàgines de La Veu de Catalunya, deia: 
"la pintura de Solà té una certa timidesa, però sota aquesta aparença es descobreix sovint un temperament delicat. En les millors teles de paisatge s’emparenta amb Pidelaserra."

Al seu torn, el crític Enric Fernàndez Gual, des de les pàgines de la revista Mirador, afirmava: 
"Solà Andreu ens fa creure en moltes de les possibilitats amb què compta per arribar a introduir-se en la pintura que avui es fa, amb un caràcter d’una certa notorietat, al capdamunt del qual hi ha l’estendard tremolós de l’amor integral per l’ofici i l’honestedat a ultrança. (...) En les figures, Solà Andreu es mostra apte per a esperar-ne bons resultats. Molt concret i objectiu, aconsegueix valors estimables i orientats per bon camí”.

## Exposicions
- Exposisció de Belles Arts de Barcelona, 1896, 1898.[5]
- Exposició de Primavera, Barcelona, 1933-1936.[2][5]
- Galeries Laietanes, Barcelona, gener-febrer de 1934.[6]
- Galeries Syra, Barcelona, 1935,[5] gener-febrer de 1936,[6] 1941, 1944.[5]
- La Pinacoteca, Barcelona, març-abril de 1940.[4]
- Sala Busquets, Barcelona, 1946.[5]
- Galeries Argos, Barcelona.[2]
- Galeries Franquesa, Barcelona.[2]